# John Dodson
 (avril 2019).
Si vous disposez d'ouvrages ou d'articles de référence ou si vous connaissez des sites web de qualité traitant du thème abordé ici, merci de compléter l'article en donnant les références utiles à sa vérifiabilité et en les liant à la section « Notes et références ».
John Thomas Dodson III, né le 26 septembre 1984 à Albuquerque au Nouveau-Mexique, est un pratiquant américain d'arts martiaux mixtes (MMA). Il combat actuellement à l'Ultimate Fighting Championship dans la division des poids mouches.

## Distinctions
- Ultimate Fighting Championship
  - Vainqueur de The Ultimate Fighter 14
  - KO de la saison 14 de l'Ultimate Fighter
  - Combat de la soirée (une fois)
  - KO de la soirée (deux fois)

## Palmarès en arts martiaux mixtes
| 35 combats     | 22 victoires | 13 défaites |
| Par KO         | 10           | 0           |
| Par soumission | 2            | 0           |
| Sur décision   | 10           | 13          |

| Résultat | Record | Adversaire          | Méthode                           | Événement                                       | Date             | Round | Temps | Lieu                                       | Notes                                                      |
| -------- | ------ | ------------------- | --------------------------------- | ----------------------------------------------- | ---------------- | ----- | ----- | ------------------------------------------ | ---------------------------------------------------------- |
| Victoire | 22-9   | Francisco Rivera    | Décision unanime                  | XMMA 4 - Black Magic                            | 2 avril 2022     | 3     | 5:00  | La Nouvelle-Orléans, Louisiane, États-Unis |                                                            |
| Défaite  | 21-13  | Cody Gibson         | Décision unanime                  | XMMA 3 - Vice City                              | 23 octobre 2021  | 3     | 5:00  | Miami, Floride, États-Unis                 |                                                            |
| Défaite  | 21-12  | Merab Dvalishvili   | Décision unanime                  | UFC 252 - Miocic vs. Cormier 3                  | 15 août 2020     | 3     | 5:00  | Las Vegas, Nevada, États-Unis              |                                                            |
| Victoire | 21-11  | Nathaniel Wood      | TKO (coups de poing)              | UFC Fight Night 167 - Anderson vs. Blachowicz 2 | 15 février 2020  | 3     | 0:16  | Rio Rancho, Nouveau-Mexique, États-Unis    |                                                            |
| Défaite  | 20-11  | Petr Yan            | Décision unanime                  | UFC Fight Night: Błachowicz vs. Santos          | 23 février 2019  | 3     | 5:00  | Prague, République tchèque                 |                                                            |
| Défaite  | 20-10  | Jimmie Rivera       | Décision unanime                  | UFC 228: Woodley vs. Till                       | 8 septembre 2018 | 3     | 5:00  | Norfolk, Virginie, États-Unis              |                                                            |
| Victoire | 20-9   | Pedro Munhoz        | Décision partagée                 | UFC 222: Cyborg vs. Kunitskaya                  | 3 mars 2018      | 3     | 5:00  | Las Vegas, Nevada, États-Unis              |                                                            |
| Défaite  | 19-9   | Marlon Moraes       | Décision partagée                 | UFC Fight Night: Poirier vs. Pettis             | 11 novembre 2017 | 3     | 5:00  | Norfolk, Virginie, États-Unis              |                                                            |
| Victoire | 19-8   | Eddie Wineland      | Décision unanime                  | UFC Fight Night: Swanson vs. Lobov              | 22 avril 2017    | 3     | 5:00  | Nashville, Tennessee, États-Unis           |                                                            |
| Défaite  | 18-8   | John Lineker        | Décision partagée                 | UFC Fight Night: Lineker vs. Dodson             | 1er octobre 2016 | 5     | 5:00  | Portland, Oregon, États-Unis               |                                                            |
| Victoire | 18-7   | Manvel Gamburyan    | TKO (coups de poing)              | UFC on Fox: Teixeira vs. Evans                  | 16 avril 2016    | 1     | 0:47  | Tampa, Floride, États-Unis                 |                                                            |
| Défaite  | 17-7   | Demetrious Johnson  | Décision unanime                  | UFC 191: Johnson vs. Dodson II                  | 5 septembre 2015 | 5     | 5:00  | Las Vegas, Nevada, États-Unis              | Pour le titre poids mouches de l'UFC.                      |
| Victoire | 17-6   | Zach Makovsky       | Décision unanime                  | UFC 187: Johnson vs. Cormier                    | 23 mai 2015      | 3     | 5:00  | Las Vegas, Nevada, États-Unis              |                                                            |
| Victoire | 16-6   | John Moraga         | TKO (arrêt du médecin)            | UFC Fight Night: Henderson vs. Khabilov         | 7 juin 2014      | 2     | 5:00  | Albuquerque, Nouveau-Mexique, États-Unis   |                                                            |
| Victoire | 15-6   | Darrell Montague    | KO (coup de poing)                | UFC 166: Velasquez vs. dos Santos III           | 19 octobre 2013  | 1     | 4:13  | Houston, Texas, États-Unis                 | KO de la soirée.                                           |
| Défaite  | 14-6   | Demetrious Johnson  | Décision unanime                  | UFC on Fox: Johnson vs. Dodson                  | 26 janvier 2013  | 5     | 5:00  | Chicago, Illinois, États-Unis              | Pour le titre poids mouches de l'UFC. Combat de la soirée. |
| Victoire | 14-5   | Jussier Formiga     | TKO (coups de poing)              | UFC on FX: Browne vs. Bigfoot                   | 5 octobre 2012   | 2     | 4:35  | Minneapolis, Minnesota, États-Unis         |                                                            |
| Victoire | 13-5   | Tim Elliott         | Décision unanime                  | UFC on Fox: Diaz vs. Miller                     | 5 mai 2010       | 3     | 5:00  | East Rutherford, New Jersey, États-Unis    | Retour en division poids mouches.                          |
| Victoire | 12-5   | T.J. Dillashaw      | TKO (coups de poing)              | UFC: The Ultimate Fighter 14 Finale             | 3 décembre 2011  | 1     | 1:54  | Las Vegas, Nevada, États-Unis              | Remporte la 14e édition de The Ultimate Fighter.           |
| Victoire | 11-5   | John Moraga         | Décision unanime                  | Nemesis Fighting: MMA Global Invasion           | 11 décembre 2010 | 3     | 5:00  | Punta Cana, République dominicaine         |                                                            |
| Victoire | 10-5   | Jessie Riggleman    | Décision unanime                  | UWC 8 : Judgment Day                            | 22 mai 2010      | 3     | 5:00  | Fairfax, Virginie, États-Unis              |                                                            |
| Défaite  | 9-5    | Pat Runez           | Décision partagée                 | UWC 7: Redemption                               | 3 octobre 2009   | 5     | 5:00  | Fairfax, Virginie, États-Unis              | Pour le titre poids mouches de l'UWC.                      |
| Victoire | 9-4    | Jose Lujan          | TKO (coups de poing)              | Duke City MMA Series 2                          | 25 juillet 2009  | 1     | 0:52  | Albuquerque, Nouveau-Mexique, États-Unis   |                                                            |
| Victoire | 8-4    | Jose Villarisco     | Décision unanime                  | UWC 5: Man O' War                               | 21 février 2009  | 3     | 5:00  | Fairfax, Virginie, États-Unis              |                                                            |
| Défaite  | 7-4    | Mike Easton         | Décision partagée                 | UWC 4: Confrontation                            | 11 octobre 2008  | 3     | 5:00  | Fairfax, Virginie, États-Unis              |                                                            |
| Victoire | 7-3    | Vern Baca           | TKO (coups de poing)              | Battlequest 8                                   | 11 avril 2008    | 2     | 1:06  | Denver, Colorado, États-Unis               |                                                            |
| Victoire | 6-3    | Zac White           | Soumission (étranglement arrière) | Last Man Standing: The Prodigy                  | 15 décembre 2007 | 1     | 3:42  | Roswell, Nouveau-Mexique, États-Unis       |                                                            |
| Défaite  | 5-3    | Bill Boland         | Décision unanime                  | Ultimate Cage Wars 7: Anarchy                   | 7 avril 2007     | 3     | 5:00  | Winnipeg, Manitoba, Canada                 |                                                            |
| Victoire | 5-2    | Jake Long           | TKO (coups de poing)              | Last Man Standing: Total Devastation            | 17 mars 2007     | 1     | N/A   | Roswell, Nouveau-Mexique, États-Unis       |                                                            |
| Victoire | 4-2    | Clint Godfrey       | Décision unanime                  | Ring of Fire 27: Collision Course               | 9 décembre 2006  | 2     | 5:00  | Castle Rock, Colorado, États-Unis          |                                                            |
| Défaite  | 3-2    | Joe Doherty         | Décision unanime                  | Ring of Fire 25: Overdrive                      | 29 juillet 2006  | 3     | 5:00  | Vail, Colorado, États-Unis                 |                                                            |
| Victoire | 3-1    | Jared moreland      | TKO (coupz de poing)              | Rumble in the Rockies                           | 18 février 2006  | 1     | 2:55  | Loveland, Colorado, États-Unis             |                                                            |
| Victoire | 2-1    | Johnny Velasquez    | Décision partagée                 | King of the Cage: Socorro                       | 23 juillet 2005  | 2     | 5:00  | Socorro, Nouveau-Mexique, États-Unis       |                                                            |
| Défaite  | 1-1    | Yasuhiro Urushitani | Décision unanime                  | Demolition                                      | 14 novembre 2004 | 2     | 5:00  | Tokyo, Japon                               |                                                            |
| Victoire | 1-0    | Zac White           | Soumission (étranglement arrière) | Desert Extreme                                  | 3 septembre 2004 | 1     | 3:23  | Socorro, Nouveau-Mexique, États-Unis       |                                                            |